# Hans Driever

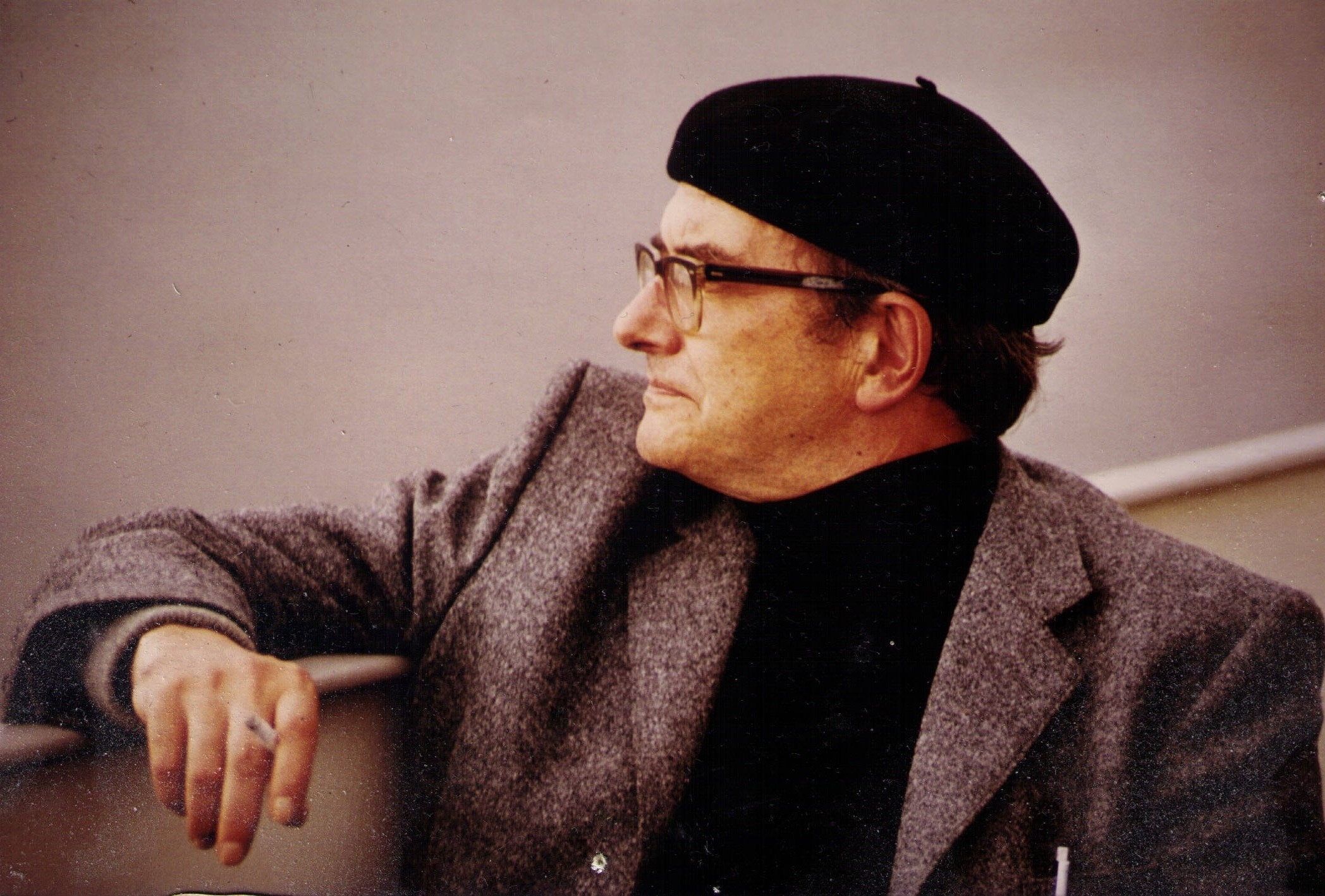
Hans Driever (1979)

Hans Driever (* 20. Oktober 1919 in Schwarzbach bei Düsseldorf; † 26. Oktober 1994 in Bonn) war ein deutscher Bildhauer und Maler. Er wurde vor allem bekannt durch Auftragsarbeiten für Kirchen.

## Leben
Hans Driever war das erste Kind der Eheleute Heinrich und Sibylla Maria Driever (geb. Mundorf), es folgten zwei Schwestern. Die frühe Kindheit verbrachte er in Obernzell, Bayern; nach dem Bankrott des Vaters kehrte die Familie nach Bonn, Bad Godesberg zurück.
1939 wurde Hans Driever zur Wehrmacht eingezogen, beging jedoch kurze Zeit später Fahnenflucht. Nach einigen Wochen in einer psychiatrischen Anstalt wird er mit der Diagnose „manisch-depressives Irresein“ (§ 51) entlassen. Einem zweiten Einberufungsbefehl im Jahr 1944 entzog sich Driever durch Untertauchen. Er versteckte sich bei Familie und Freunden, verbunden mit der ständigen Angst vor Entdeckung und der damit verbundenen Lebensgefahr für sich und andere.
1946 heiratete Hans Driever und besuchte die Kölner Werkschulen, im Jahr darauf wurde die einzige Tochter geboren. 1952 wurde die Ehe geschieden und er heiratete die Düsseldorfer Malerin Meta Maria Kochen, mit der er bis zu seinem Tod 1994 zusammenlebte.

## Schaffen
Ab den 1950er Jahren gestaltete Driever zunächst vor allem sakrale Objekte für Kirchen wie Tabernakel, Ambos, Leuchter und Kerzenständer, Taufbecken, Türgestaltungen und  Heiligenfiguren, oft zusammen mit seiner zweiten Frau, der Malerin Meta Driever. Es folgten Aufträge von Karstadt, Horten AG und Privatsammlern sowie eine Zusammenarbeit mit den Architekten Ewald Brune und Walter Brune.
Hans Drievers Gemälde hingegen zeigen eine verfremdete, surreale Welt: Burgen ohne Eingang, Gesichtsrüstungen mit Schlüsseln, Köpfe hinter Schloss und Riegel, Stillleben mit Militäruniformen, Traumschiffe in der Wüste, Offiziere mit doppeltem Gesicht, die Anbetung des großen Hasen. Die Vermutung liegt nahe, dass er damit die Zeit in der Psychiatrie und der ersten Fahnenflucht sowie seines Untertauchens ab Herbst 1944 verarbeitete. Im Nachlass von Hans Driever befinden sich surrealistische, allegorische und zeitkritische Ölgemälde. Er scheute die Öffentlichkeit und lebte sehr zurückgezogen. Die Bilder und Objekte von Hans Driever wurden zu seinen Lebzeiten nur einmal 1982 ausgestellt (in der Galerie Ina und Georg Koep, Erftstadt, Vernissage am 29. Nov. 1982). Eine zweite Ausstellung fand in der VHS in Köln statt – vom 4. November 2022 bis 27. Januar 2023.

## Werke
Sakrale Kunstwerke in Kirchen:
- St. Evergislus (Plittersdorf)[2]
- Allerheiligenkirche (Delmenhorst)[3]
- St. Ansgar (Delmenhorst)[4]